# کیک سیخی

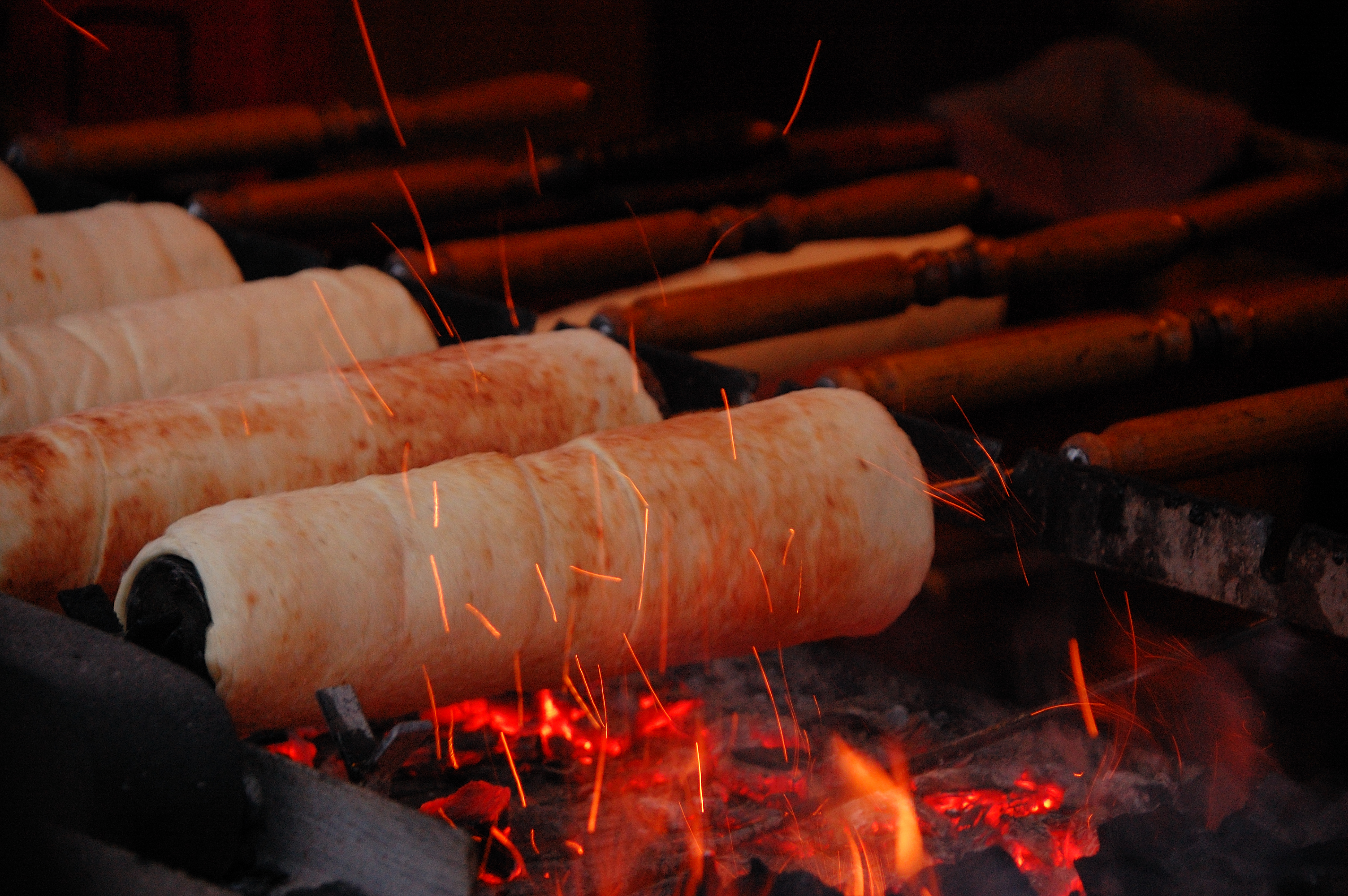
روش پخت کیک سیخی

کیک سیخی (انگلیسی: Spit cake) یک اصطلاح عمومی است که به انواع مختلف کیک‌های اروپایی که به روش مشابهی تهیه می‌شوند اشاره دارد: لایه‌های از خمیر یا کره، روی یک سیخ استوانه ای قابل چرخش قرار می‌گیرند؛ خمیر توسط یک آتش باز یا یک اجاق ویژه، به روش سیخ‌گردانی پخته می‌شوند. به‌طور کلی، کیک سیخی در جشن‌هایی مانند جشن عروسی و کریسمس پخته می‌شود.

انواع کیک سیخی
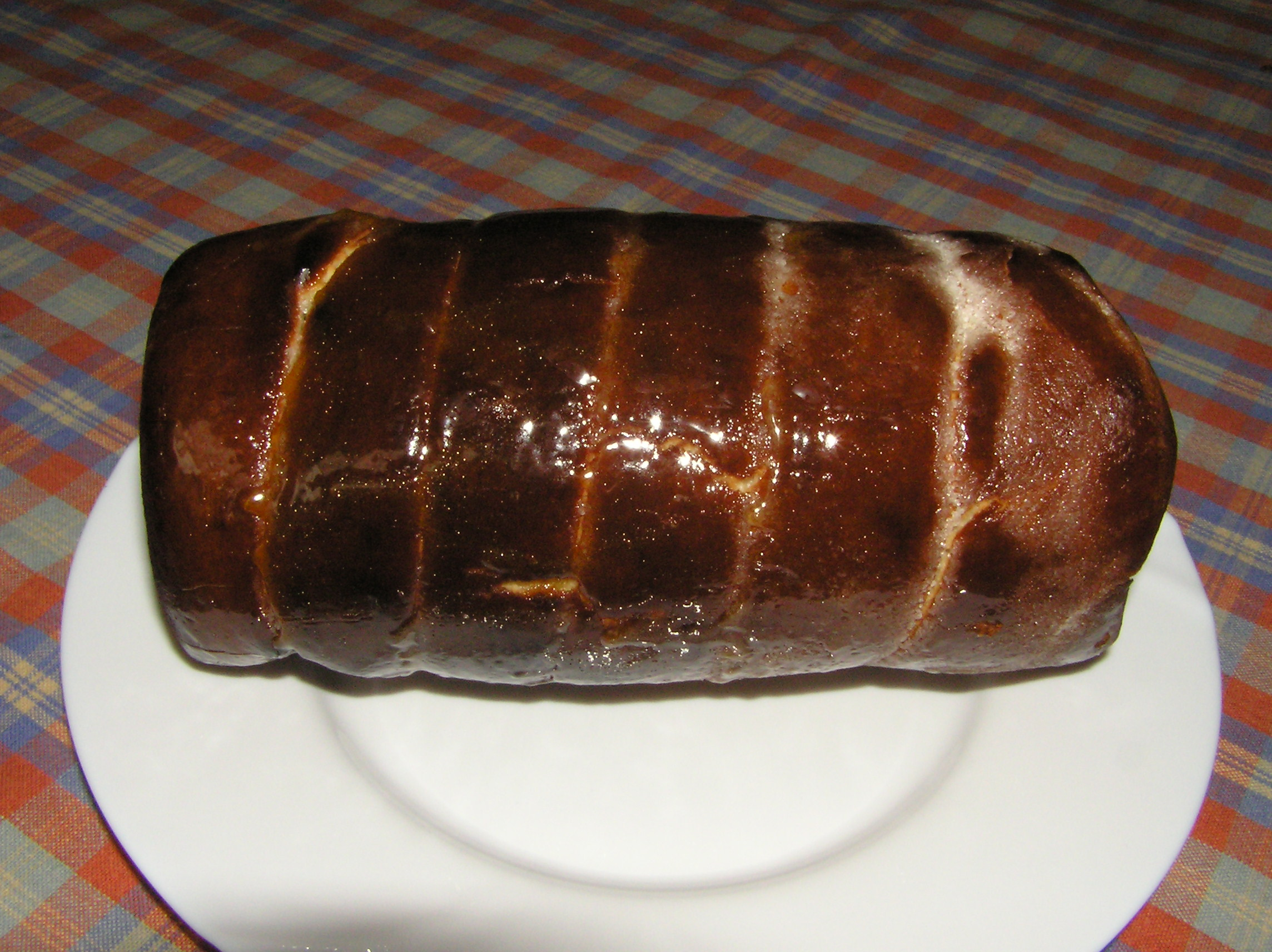
Baumstriezel
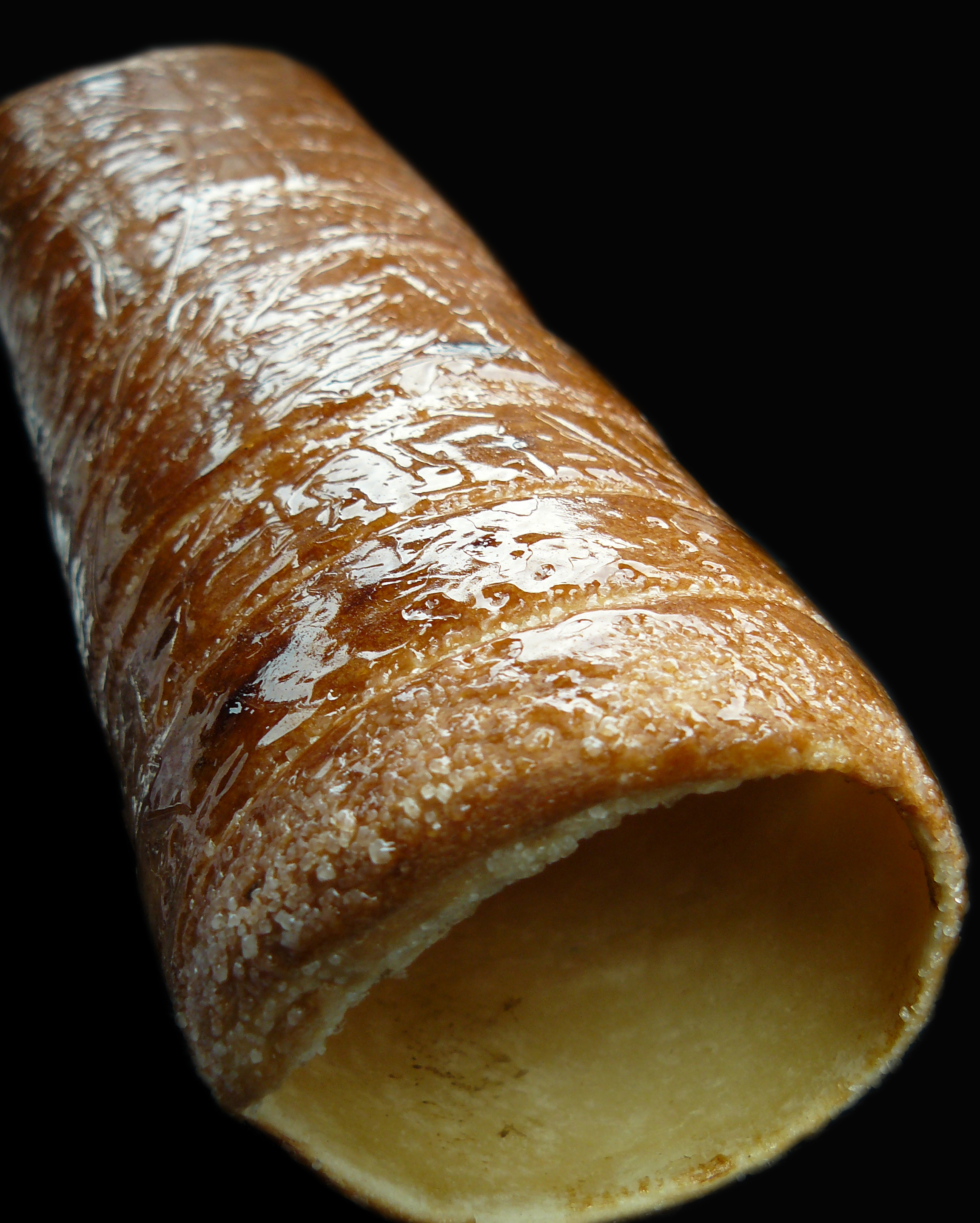
Kürtőskalács
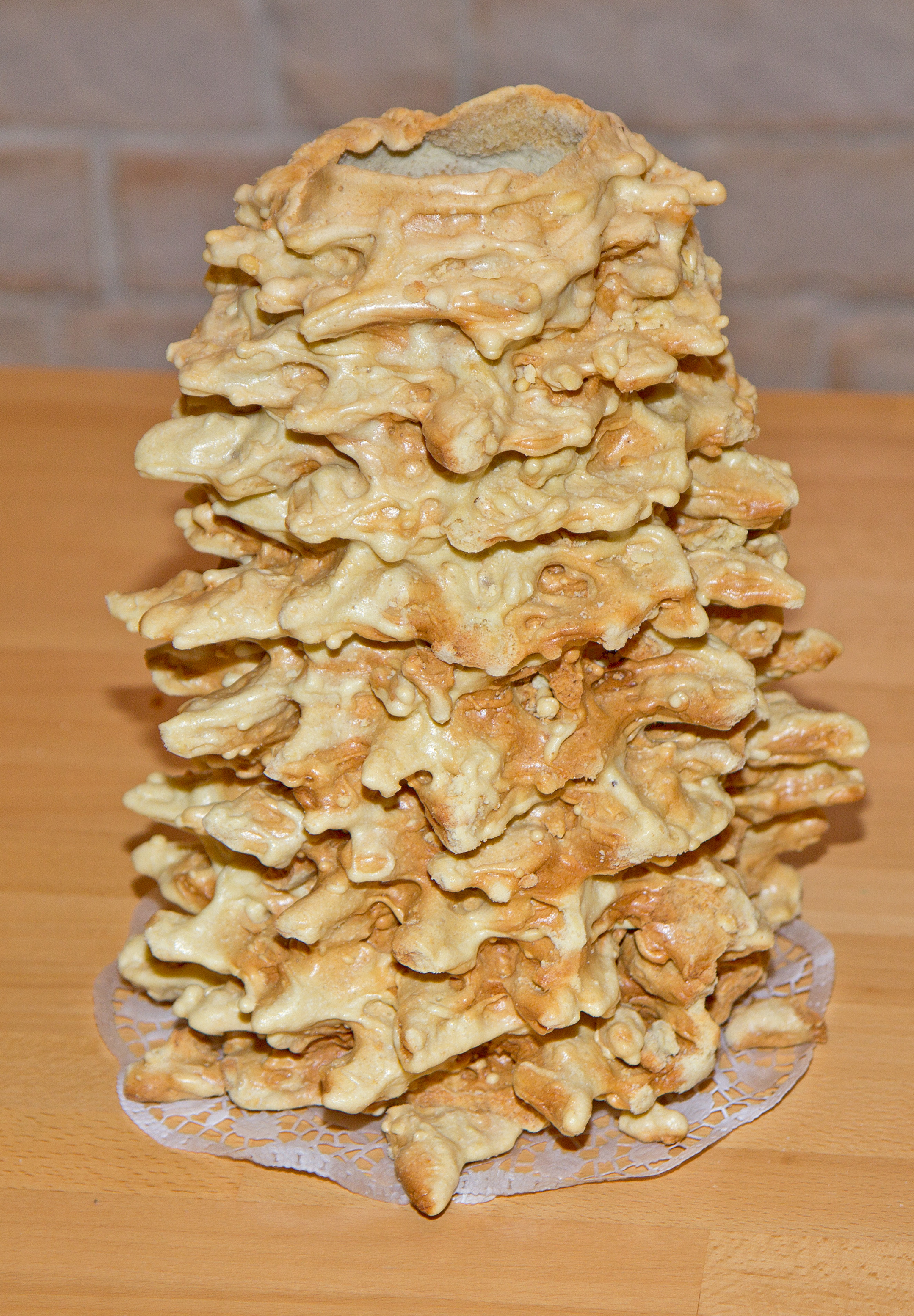
Šakotis
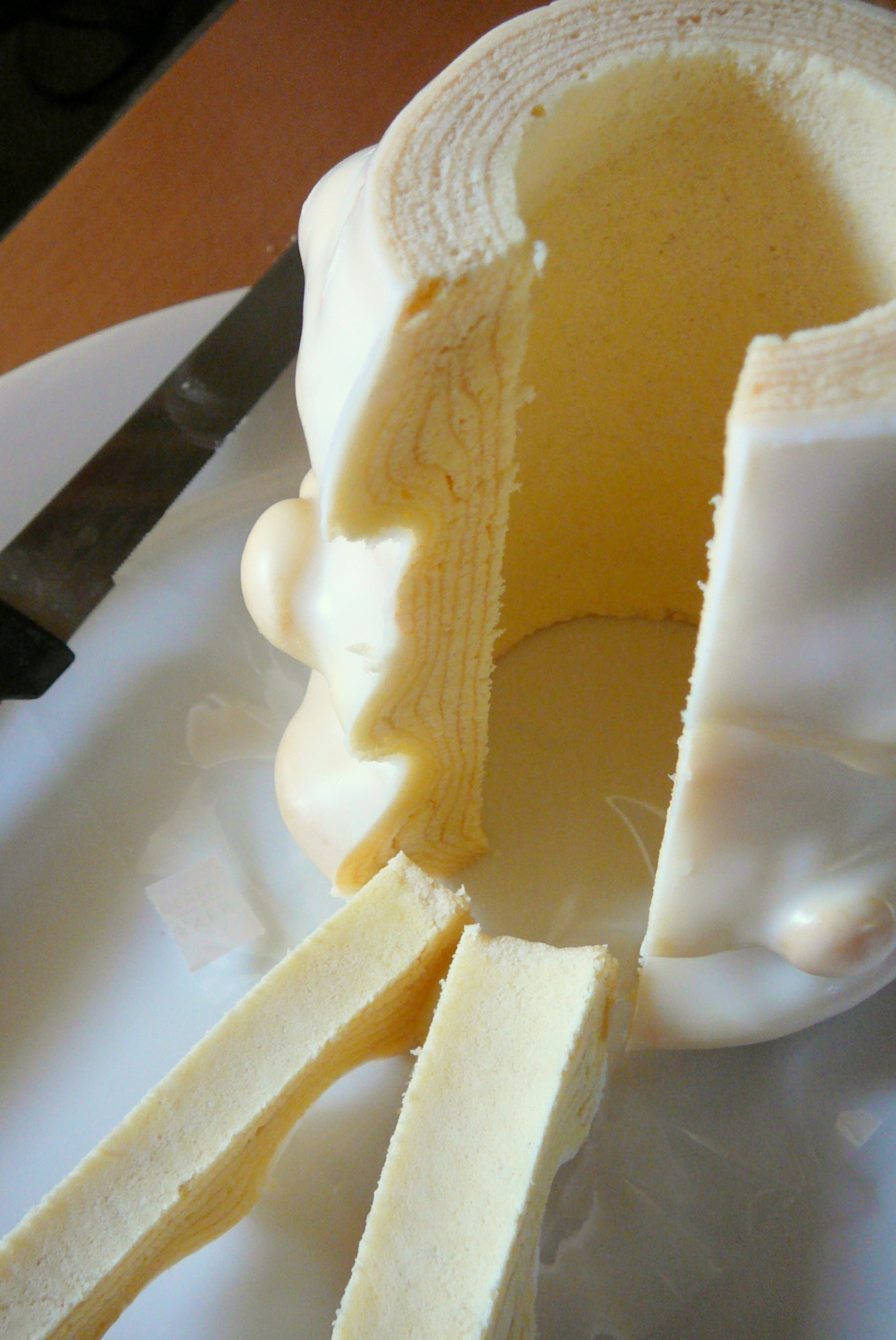
باوم‌کوخن
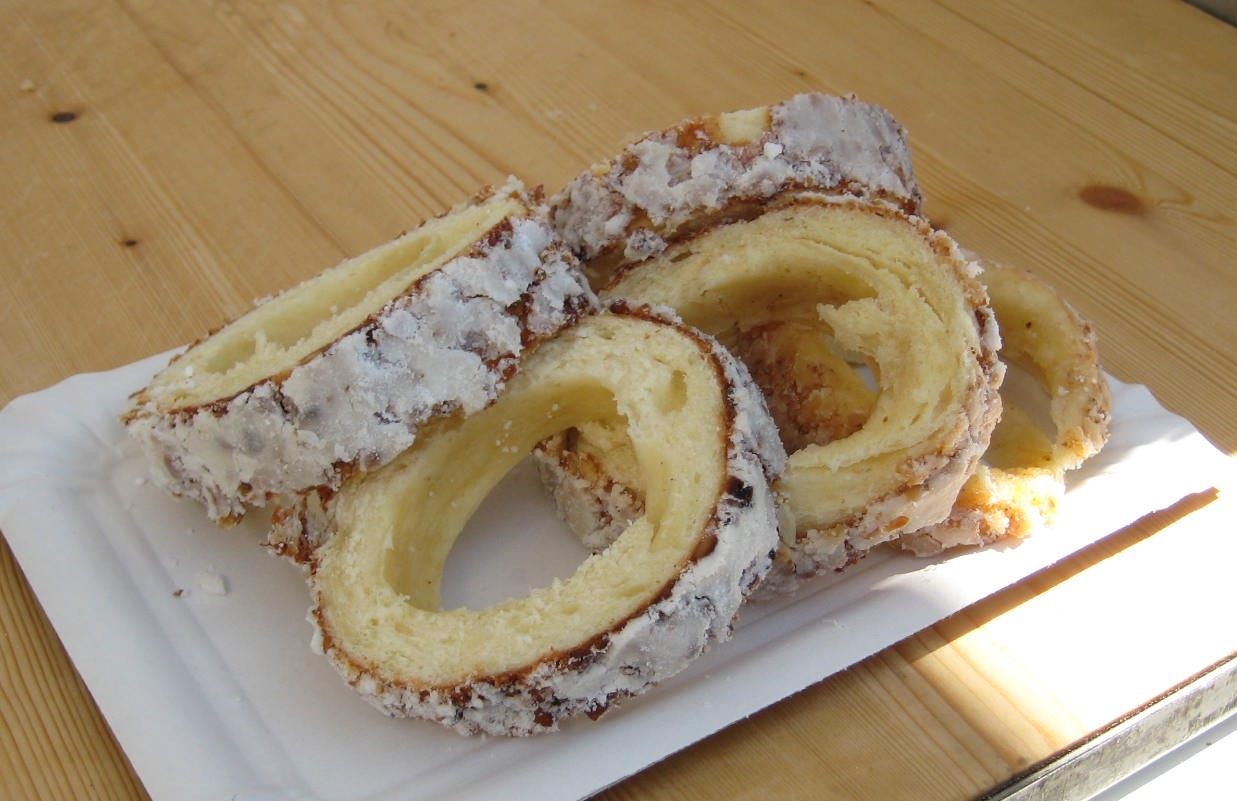
برش‌های Trdelník
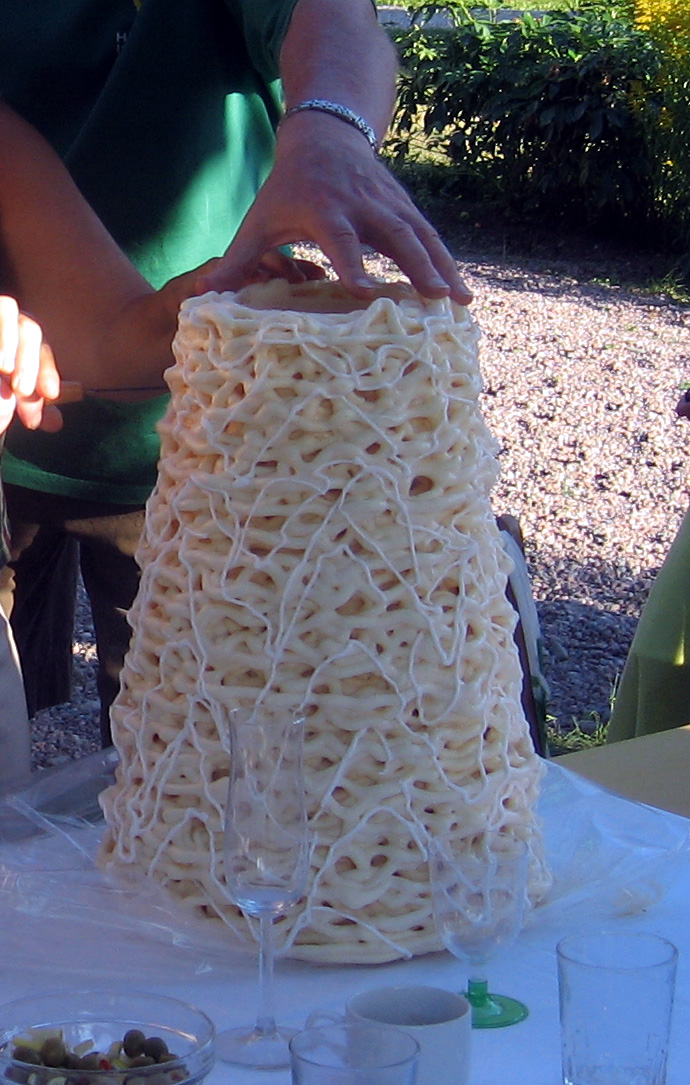
Spettekaka